# 葉姵延
葉姵延（英語：Yip Pui Yin，1987年8月6日—），香港女子羽毛球運動員。因年幼時經常參加戶外活動，曬得一身黝黑皮膚，教練因此給她改了「黑妹」的綽號。

## 技術特點
葉姵延個子小，但勤於跑動，腳步移動比較靈活，往往能在速度上佔優。此外，進攻亦是她的強項，她更擅長大力劈殺，打法較接近男選手；在女子比賽中，像她這樣能採用跳殺的選手並不多。

## 羽毛球生涯

### 早期及出道
葉姵延6歲開始接觸羽毛球。小學時期於沙田循道衛理小學上午校（現為馬鞍山循道衛理小學）就讀，並已開始代表學校參加比賽。其後，她升讀賽馬會體藝中學，並同時在香港體育學院接受專業的羽毛球訓練。
2003年，葉姵延決定在中學四年級後暫停學業，成為全職運動員，後更入選香港代表隊。

### 嶄露頭角
2005年2月，葉姵延代表香港參加第18屆荷蘭青少年羽毛球錦標賽，取得女子單打及混合雙打的銅牌；其後又在亞洲青年羽毛球錦標賽中，為香港贏得首面女單及女雙銅牌。
同年8月，在全港羽毛球錦標賽中，葉姵延成功躋身女單決賽，僅負於「六連霸」的王晨贏得亞軍，更被譽為「王晨的接班人」。同月，她首度出戰成人組別的世界羽毛球錦標賽即取得佳績，繼首輪輕鬆淘汰西班牙選手後，又於第二輪爆冷以2比1（8-11、13-12、11-9）反勝日本名將米倉加奈子，躋身16強；惜最後僅敗於奧運冠軍、中國的張寧拍下，無緣再進一步。

### 多哈亞運奪銀
時隔一年，葉姵延再度打入9月舉行的世界羽毛球錦標賽16強，最後僅負於法國名將皮红艳出局。
在其後的多哈亞運會，葉姵延代表香港出戰羽毛球比賽的女子單打及團體項目。在女子單打比賽中，葉在八強再次面對世界排名第一的張寧，以直落兩局（21-19、21-19）爆冷淘汰對手，技驚四座；其後，她又在準決賽擊敗南韓選手黃慧淵，最後僅在決賽負於港隊的師姐王晨，贏得銀牌，創下個人運動生涯的最佳成績。
2007年8月，葉姵延第三度出戰世界羽毛球錦標賽，再次躋身16強；最後在力戰之下以1比2（9-21、21-16、14-21）惜敗給該屆的冠軍朱琳出局。

### 北京奧運失準
2008年，葉姵延在年初舉行的全英羽毛球公开赛中，首輪便以2比0（22-20、21-19）擊敗衛冕的谢杏芳，被中國傳媒視為国家隊在京奧的重大威脅。
同年8月，葉姵延代表香港出戰北京舉行的奥林匹克运动会羽毛球比賽女子單打賽事，可惜第一輪比賽就以0比2（15-21、17-21）不敵33歲的英國老將特蕾西·哈勒姆出局。賽後，港隊教練陳智才表示，葉失準的原因是她这段時間肠胃一直不太好，連日拉肚子導致身体虚弱，影響其一貫的力量型打法。

### 東亞運奪金

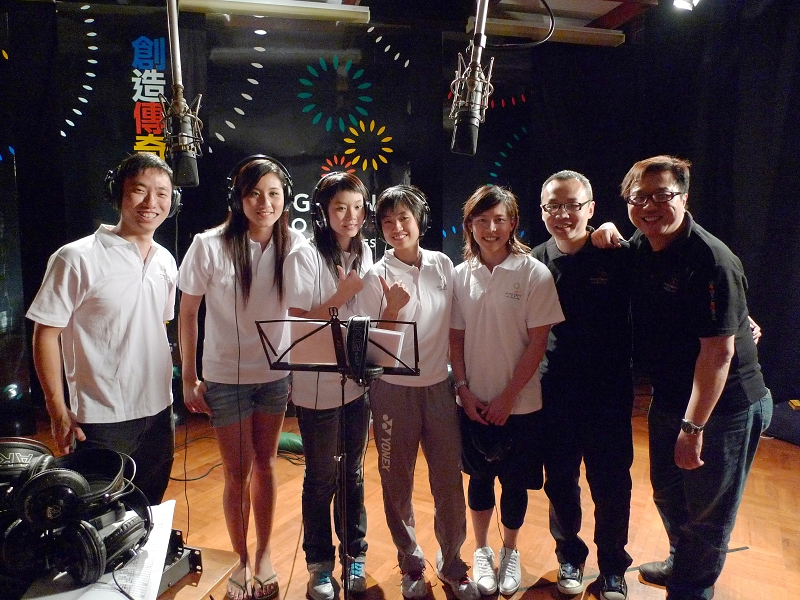
葉姵延（左四）與其他香港運動員合作灌錄東亞運動會主題曲。

北京奧運會後，葉姵延花了近一年時間調理身體，狀態才逐漸回復。
2009年12月，她代表香港在主場出戰東亞運動會羽毛球比賽女子單打及團體賽事。她在女子單打決賽中以2比1（15-21、21-13、17-10）領先隊友周蜜，後周蜜因腰傷退賽，葉姵延提早奪得金牌，首次站在大型賽事的頒獎台頂峰。

### 廣州亞運領軍
隨著王晨退役轉任女隊主帥、周蜜因「禁藥風波」被世界羽聯停賽，葉姵延成為了港隊的領軍人物。
2010年12月，她再次代表香港參加廣州舉行2010年亞洲運動會羽毛球比賽，出戰女子单打及女子团体項目。其中，她在女子单打一路殺入準決賽，惜不敵最終的金牌得主、中國代表王適嫻，僅得一面铜牌，但已完成賽前教練定下的三甲目標。
廣州亞運後，葉姵延一直受著傷患困擾而影響表現；至2011年世界羽毛球錦標賽時，更在16強比賽中因弄傷右腳舊患而宣佈退出。至11月初，她傷癒復操，卻因心急增加訓練量，在訓練中拉傷了大腿。

### 倫敦奧運
2012年，葉姵延代表香港出戰於英國倫敦舉行的奥林匹克运动会羽毛球比賽女子單打項目，在小組賽以局數 2 : 0（21-8、21-5）輕取挪威的萨拉·比林斯利·科瓦雷诺，贏得個人在奧運場上的首場勝仗。及後，葉姵延對戰大會的八號種子韓國的成池鉉，以局數 2 : 0（21-18、22-20）爆冷擊敗對手，晉級16強；其中，葉姵延在第二局中段落後 3-11 ，後憑藉冷靜的發揮，最後以 22-20 反敗為勝，表現博得全場觀眾掌聲。之後葉姵延於16強賽對法國的皮红艳，在先失一局 13-21 的情況下，成功以比數 21-13 及 21-16 ，連贏兩局取勝，躋身八強。及後，葉姵延於八強賽對戰大會三號種子、中國代表李雪芮。首局葉姵延先負 12-21 ；第二局，葉姵延一度以 20-16 領先，但其後被對手連取6分，最終以比數 20-22（總局數 2 : 0）敗陣，於八強賽止步，無緣晉身四強。

### 2013年世錦賽
2013年8月，葉姵延參加中國廣州舉行的世界羽毛球錦標賽，以16號種子身分出戰女子單打項目。在首圈輪空後，她在第二圈先以2比0輕取瑞士球手萨布丽娜·贾奎特晉級；但至第三圈面對4號種子、泰國球手拉差诺·因达农，就以0比2（14-21、12-21）落敗，16強止步。

### 2014年世錦賽
2014年8月，葉姵延參加丹麥哥本哈根舉行的世界羽毛球錦標賽，出戰女子單打項目。首圈以2-0擊敗愛爾蘭選手克洛伊·马吉晉級，但在第二圈就以0比2（15-21、18-21）不敵2號種子、中國的王適嫻出局。

### 2015年世錦賽
2015年8月，葉姵延參加印尼雅加達舉行的世界羽毛球錦標賽，出戰女子單打項目。她在首圈以2-0輕取澳洲選手晉級，但在第二圈就以0比2（14-21、16-21）不敵8號種子、南韓的成池鉉出局。

### 2017年世錦賽
2017年8月，葉姵延參加蘇格蘭格拉斯哥舉行的世界羽毛球錦標賽，出戰女子單打項目。她在首圈以2-0擊敗俄羅斯選手娜塔莉亚·佩米诺娃晉級，但在第二圈就以0比2（5-21、7-21）大敗給3號種子、西班牙的卡罗列娜·马琳出局。
葉姵延表示會在參加第十三屆全國運動會、日本超級賽和韓國超級賽後，正式兼任港隊U18青年軍教練，未來尋求轉型成為全職教練。

### 2018年
2018年10月，葉姵延出战中華台北羽毛球公開賽，在女单準决赛以0比2（14-21、19-21）不敌赛会3号种子、丹麦名将的萊恩·霍爾馬克·傑克斯菲德。

## 個人生活

### 學業
2012年9月13日，葉姵延獲得香港教育學院取錄，在該學年開始以兼讀形式修讀為期兩年的健康教育榮譽學士課程，平均一星期回校上課兩堂。她於出席開學禮時表示，對於闊別校園多年後再重拾書包感到高興，希望攻讀學位可以為到將來投考警察或者擔任教練準備。

### 感情生活
葉姵延於2021年1月首次上載她與女友的合照，表示自己是一名女同性戀者。

## 主要比賽成績
只列出曾進入準決賽的國際賽事成績：
| 年份   | 賽事                     | 公開賽級別 | 項目     | 成績   |
| ------ | ------------------------ | ---------- | -------- | ------ |
| 2004年 | 中華台北羽球公開賽       |            | 女子單打 | 準決賽 |
| 2007年 | 紐西蘭羽毛球大獎賽       | 大獎賽     | 女子單打 | 準決賽 |
| 2007年 | 中國羽毛球大師賽         | 超級賽     | 女子單打 | 準決賽 |
| 2007年 | 中華台北羽毛球黃金大獎賽 | 黃金大獎賽 | 女子單打 | 準決賽 |
| 2008年 | 亞洲羽毛球錦標賽         | 其他       | 女子單打 | 銅牌   |
| 2008年 | 澳門羽毛球黃金大獎賽     | 黃金大獎賽 | 女子單打 | 準決賽 |
| 2009年 | 澳洲羽毛球大獎賽         | 大獎賽     | 女子單打 | 亞軍   |
| 2010年 | 馬來西亞羽毛球黃金大獎賽 | 黃金大獎賽 | 女子單打 | 冠軍   |
| 2010年 | 世界羽聯超級系列賽總決賽 | 超級賽     | 女子單打 | 準決賽 |
| 2011年 | 印度羽毛球超級賽         | 超級賽     | 女子單打 | 準決賽 |
| 2011年 | 紐西蘭羽毛球國際挑戰賽   | 國際挑戰賽 | 女子單打 | 準決賽 |
| 2012年 | 中華台北羽毛球黃金大獎賽 | 黃金大獎賽 | 女子單打 | 準決賽 |
| 2013年 | 印尼羽毛球首要超級賽     | 首要超級賽 | 女子單打 | 準決賽 |
| 2013年 | 加拿大羽毛球大獎賽       | 大獎賽     | 女子單打 | 亞軍   |
| 2013年 | 東亞運動會羽毛球比賽     | 其他       | 女子團體 | 銅牌   |
| 2013年 | 澳門羽毛球黃金大獎賽     | 黃金大獎賽 | 女子單打 | 準決賽 |
| 2014年 | 中華台北羽球黃金大獎賽   | 黃金大獎賽 | 女子單打 | 準決賽 |
| 2017年 | 馬來西亞羽毛球大師賽     | 黃金大獎賽 | 女子單打 | 準決賽 |
| 2018年 | 中華台北羽毛球公開賽     | 超級300賽  | 女子單打 | 準決賽 |
| 2019年 | 亞洲羽毛球混合團體錦標賽 | 其他       | 混合團體 | 季軍   |

| 2007-2017年 | 首要超級賽 | 超級賽 | 黃金大獎賽 | 大獎賽 | 國際挑戰賽 | 國際系列賽 | 未來系列賽 | 其他 |

| 2018-2026年 | 總決賽 | 超級1000賽 | 超級750賽 | 超級500賽 | 超級300賽 | 超級100賽 | 國際挑戰賽 | 國際系列賽 | 未來系列賽 | 其他 |

### 奧運會和世錦賽參賽紀錄
|          | 2005 | 2006 | 2007 | 2008 | 2009 | 2010 | 2011 | 2012 | 2013 | 2014 | 2015 | 2016       | 2017 | 2018 | 2019 | 2020 | 2021 | 2022 |
| -------- | ---- | ---- | ---- | ---- | ---- | ---- | ---- | ---- | ---- | ---- | ---- | ---------- | ---- | ---- | ---- | ---- | ---- | ---- |
| 女子單打 | 16強 | 16強 | 16強 | 64強 | 16強 | 16強 | 16強 | 8強  | 16強 | 32強 | 32強 | 小組第三名 | 32強 | 32強 | 48強 | －   | 32強 | 32強 |

## 榮譽
- 香港政府嘉獎

行政長官社區服務獎狀（2007年）
- 香港傑出運動員選舉

香港傑出青少年運動員（2005年）
香港傑出運動員（2006年、2012年 - 共2次當選）
香港最具體育精神運動員（2011年）